# Мървашко
Мърва̀шко или Марва̀шко е историко-географска област в Югоизточна Македония, днес разположена на териториите на Гърция (Егейска Македония) и България (Пиринска Македония). Основният поминък на мървашките села е бил рударство и железодобив, с които се свързва произходът на името Мървашко.

## География
Най-общо казано, Мървашко обхваща планински район, включващ Южен и Среден Пирин, Славянка-Алиботуш, Стъргач, Сенгелова, Шарлия, Черна (Църна) гора, Сминица и Щудер. Според Константин Иречек областта включва селищата между градовете Неврокоп, Мелник, Демирхисар, Сяр и Драма. Съгласно изследванията на Васил Кънчов северната граница на Мървашко достига до пролома Момина клисура на Места. Пак според него в началото на 90-те години на XIX век, административно Мървашко се поделя между четири кази, а именно: долините на Бродска река и река Серовица спадат към Сярската каза; долините на реките Буровица и Пещерник – към Неврокопската каза; долините на реките Белица и Пиринска Бистрица – към Валовишката (Демирхисарската) каза; а в Мелнишко остават само няколко селца по десния бряг на Пиринска Бистрица. Областта Мървашко е била известна още като Демирколу, Демирджиколу или Демир кола (железарска, железодобивна област, околия).
Като се основава на езикови особености, Стефан Салгънджиев приема, че мърваците населяват казите Сярска, Бараклиджумайска, Демирхисарска, Петричка, Мелнишка, Разложка (до Якоруда), част от Неврокопска и Драмска. В тази област влиза почти целият някокашен Серски санджак. Според проф. Георги К. Георгиев Мървашко на железодобивната индустрия не съвпада с езиковата област Мървашко. Съгласно същия автор, определения от Салгънджиев обхват на Мървашко е твърде голям и не включва най-източните села от Южен Пирин – Ляски и Лялево, както и селата по северната и източната периферия на Стъргач планина – Либяхово, Възем, Белотинци, Вълково и Зърнево. Подобно мнение изказва и Атанас Шопов, според който мърваци се наричат жителите само на тези села, които са пряко свързани с рударството и железарството.

## История
През XVI–XIX век областта е един от важните центрове на железодобивната индустрия в Османската империя. Археологическите изследвания сочат, че метал в този район е добиван през античността и средновековието. Според Страбон Филип Македонски е „получавал приходи от рудниците и другите богатства на тези места“ (между реките Струма и Места). Един от първите документи, който съобщава за добив на желязо в Мървашко е грамота от 1347 година, дадена на Светогорския манастир „Св. Лавра“. Според нея манастирът е получавал доход „от топене на желязо в Трилисион“ (сега Търлис). Известният пътешественик Хаджи Калфа споменава в средата на XVII век за богатата на железни рудници планина Беридие (Пирин).
Османските власти взимат специални мерки за запазване на производството – отклоняват прииждането на турски колонисти, не налагат ислямската религия на местното население, за да ограничат миграционните процеси и поощряват заселването на рудари в тези земи. Професор Георги К. Георгиев предполага, че жителите на село Лехово вероятно са потомци на рудари от славянско потекло, преселени от Унгария и Трансилвания в средата на XVI век. Подобни сведения дават Васил Кънчов и Атанас Шопов. В резултат на провежданата политика населението в областта чувствително нараства. През XVII–XVIII век стопанската му дейност е особено оживена. Самоковите в Мървашко по брой и производство надминават тези в Самоковско. Географското разположение на областта способства за бързото реализиране на произвежданите изделия на пазарите в Сяр, Драма, Зиляхово, Солун, Неврокоп, Пазарджик, Пловдив и на ежегодните панаири в Сяр, Неврокоп и Търлис. След Руско-турската война от 1877 – 1878 година железодобивната индустрия в Мървашко запада поради проникването на по-евтина западноевропейска промишлена продукция на пазарите в империята. По-голяма част от мърваците се изселват в други райони на българските земи.

## Селища
До края на XIX век мървашките села са многолюдни и купни с облик на малки градове. Къщите са здрави и удобни с обширни дворове. Основни центрове в Мървашко в миналото са селата Горно Броди, Баница, Старчища, Търлис, Кърчово, Крушово, Лехово (днес на гръцка територия) и Гайтаниново, Тешово и Пирин (днес на българска територия). Днес повечето мървашки села и на гръцка, и на българска територия са със затихващи функции.

## Етимология
Според най-разпространеното схващане в българската наука, името Мървашко произлиза от диалектното мъ̀рва – ситен прах от дървени въглища. Мърваци първоначално се наричат въглищарите, а по-късно всички, които се занимават с железодобиване или със занаятите, свързани с него. След това и областта се нарича Мърва̀ка, Мърва̀шко.